# Sorraia
Sorraia é um tipo de cavalo de origem  portuguesa, redescoberta em 1920 por Ruy d'Andrade e cujos indícios remetem para a zona de confluência entre as ribeiras de Sor e da Raia (daí o seu nome), charneca de Coruche, onde haveria uma extensa população, popular entre criadores de gado para trabalhos do campo. Admite-se que estes cavalos no estado selvagem tenham sido conhecidos em Portugal por "zebro".
De corpo compacto e linhas pré-históricas, crê-se que o Sorraia pode originar de uma linhagem independente (ou seja, uma raça pura, Equus caballos ssp. Sorraia), mesmo ainda não estando concluída a sua avaliação genealógica. 
Embora seja extremamente forte,  resistente e de temperamento calmo, a sua população está hoje muito reduzida – aproximadamente 200 (Censo de 2023) indivíduos – existindo somente em locais para criação e manutenção da raça, principalmente em Portugal e na Alemanha. Assemelha-se ao tarpan, antigo cavalo selvagem europeu.

## História
Esta raça esteve, no início do século XX, à beira da extinção. Tal não aconteceu graças ao empenho do Dr. Ruy d'Andrade, que pegando num dos únicos núcleos sobreviventes – um  conjunto de três ou quatro éguas e alguns machos – logrou através de sucessivos cruzamentos e à custa de uma enorme consanguinidade obter de novo o protótipo da raça pura, evitando assim a extinção. 
Pensa-se que os cavalos Sorraia constituem o fundo primitivo dos cavalos meridionais da Península Ibérica. Este grupo de animais reunido pelo Dr. Ruy d'Andrade, era, como ele próprio assinalou, afim do grupo antigo das planícies do Guadalquivir, da ria de Huelva, do Algarve e do Sado, sendo de todos os que existiram o que se conservou mais típico e primitivo. 
Segundo o Dr. Ruy d'Andrade, ficou demonstrado que na Península Ibérica se conservou um núcleo de cavalos primitivos derivados dos selvagens e que estão na base do cavalo Andaluz e Lusitano, que existiu na Península Ibérica desde um período de pelo menos 5 milénios A.C. e que por cruzamentos de diversas origens se aperfeiçoou para uso na guerra durante toda a Antiguidade e Idade Média. Segundo o mesmo autor, conclui-se assim que este cavalo é o representante originário de todos os cavalos posteriores de Espanha e da América, e base de todos os cavalos de desporto de toda a Europa nos últimos séculos. 

## Características
Segundo estudos efectuados pelo Dr. Ruy d'Andrade, o fenótipo da raça possui as seguintes características: 
- Corpo sólido e forte medindo ao garrote 1,46m nos machos e 1,43 nas fêmeas;
- Tronco em forma de tecto descaído aos lados de uma seca e alta coluna lombar, saliente, recta, não enselada, com o ligamento da cauda baixo, que nunca se levanta em trompa como o cavalo árabe;
- Pescoço curto, cabeça relativamente grande, estreita, com o olho relativamente pequeno, oblíquo e encerrado no alto de uma cara larga;
- Ventre avultado – como convém aos animais que vivem toda a vida do pasto grosseiro e pouco nutritivo, especialmente no Inverno, apresentando-se nesta altura o pêlo muito longo para se defender do frio.
- Cor da pelagem cinzenta ou baia, apresentando zebraduras e risca de mulo.